# Gran Premio di Francia 1986
Il Gran Premio di Francia 1986 è stata l'ottava gara del campionato di Formula 1 del 1986, si è disputato il 6 luglio sul Circuito Paul Ricard ed è stato vinto da Nigel Mansell su Williams-Honda.

## Qualifiche
| Pos | No | Pilota             | Costruttore            | Q1       | Q2       | Gap    |
| --- | -- | ------------------ | ---------------------- | -------- | -------- | ------ |
| 1   | 12 | Ayrton Senna       | Lotus-Renault          | 1.06:526 | 1.06:807 |        |
| 2   | 5  | Nigel Mansell      | Williams-Honda         | 1.06:755 | 1.09:899 | +0.229 |
| 3   | 6  | Nelson Piquet      | Williams-Honda         | 1.06:797 | 1.07:184 | +0.271 |
| 4   | 25 | René Arnoux        | Ligier-Renault         | 1.07:114 | 1.07:075 | +0.549 |
| 5   | 1  | Alain Prost        | McLaren-TAG            | 1.07:270 | 1.07:266 | +0.740 |
| 6   | 27 | Michele Alboreto   | Ferrari                | 1.07:365 | 1.09:161 | +0.839 |
| 7   | 2  | Keke Rosberg       | McLaren-TAG            | 1.07:545 | 1.08:175 | +1.019 |
| 8   | 20 | Gerhard Berger     | Benetton-BMW           | 1.07:835 | 1.07:554 | +1.028 |
| 9   | 19 | Teo Fabi           | Benetton-BMW           | 1.08:703 | 1.07:818 | +1.292 |
| 10  | 28 | Stefan Johansson   | Ferrari                | 1.07:874 | 1.08:881 | +1.348 |
| 11  | 26 | Jacques Laffite    | Ligier-Renault         | 1.07:913 | 1.08:288 | +1.387 |
| 12  | 11 | Johnny Dumfries    | Lotus-Renault          | 1.09:477 | 1.08:544 | +2.018 |
| 13  | 16 | Patrick Tambay     | Lola-Ford              | 1.09:108 | 1.08:616 | +2.090 |
| 14  | 8  | Derek Warwick      | Brabham-BMW            | 1.09:471 | 1.08:905 | +2.379 |
| 15  | 3  | Martin Brundle     | Tyrrell-Renault        | 1.09:044 | 1.10:293 | +2.518 |
| 16  | 7  | Riccardo Patrese   | Brabham-BMW            | 1.09:624 | 1.09:436 | +2,910 |
| 17  | 4  | Philippe Streiff   | Tyrrell-Renault        | 1.09:935 | 1.09:700 | +3.174 |
| 18  | 17 | Christian Danner   | Arrows-BMW             | 1.09:737 | 1.10:614 | +3.211 |
| 19  | 24 | Alessandro Nannini | Minardi-Motori Moderni | 1.09:792 | 1.10:630 | +3.266 |
| 20  | 15 | Alan Jones         | Lola-Ford              | 1.09:929 | 1.10:733 | +3.403 |
| 21  | 18 | Thierry Boutsen    | Arrows-BMW             | 1.09:987 | 1.28:882 | +3.461 |
| 22  | 14 | Jonathan Palmer    | Zakspeed               | 1.10:305 | 1.10:511 | +3.779 |
| 23  | 23 | Andrea De Cesaris  | Minardi-Motori Moderni | 1.11:483 | 1.21:859 | +4.957 |
| 24  | 29 | Huub Rothengatter  | Zakspeed               | 1.12:940 | 1.12:163 | +5.637 |
| 25  | 21 | Piercarlo Ghinzani | Osella-Alfa Romeo      | 1.14:496 | 1.12:443 | +5.917 |
| 26  | 22 | Allen Berg         | Osella-Alfa Romeo      | 1.18:866 | 1.14:264 | +7.738 |

## Ordine d'arrivo
| Pos | No | Pilota             | Costruttore            | Giri | Tempo/Ritiro      | Pos. Griglia | Punti |
| --- | -- | ------------------ | ---------------------- | ---- | ----------------- | ------------ | ----- |
| 1   | 5  | Nigel Mansell      | Williams-Honda         | 80   | 1:37:19.272       | 2            | 9     |
| 2   | 1  | Alain Prost        | McLaren-TAG Porsche    | 80   | + 17.128          | 5            | 6     |
| 3   | 6  | Nelson Piquet      | Williams-Honda         | 80   | + 37.545          | 3            | 4     |
| 4   | 2  | Keke Rosberg       | McLaren-TAG Porsche    | 80   | + 48.703          | 7            | 3     |
| 5   | 25 | René Arnoux        | Ligier-Renault         | 79   | + 1 Giro          | 4            | 2     |
| 6   | 26 | Jacques Laffite    | Ligier-Renault         | 79   | + 1 Giro          | 11           | 1     |
| 7   | 7  | Riccardo Patrese   | Brabham-BMW            | 78   | + 2 Giri          | 16           |       |
| 8   | 27 | Michele Alboreto   | Ferrari                | 78   | + 2 Giri          | 9            |       |
| 9   | 8  | Derek Warwick      | Brabham-BMW            | 77   | + 3 Giri          | 14           |       |
| 10  | 3  | Martin Brundle     | Tyrrell-Renault        | 77   | + 3 Giri          | 15           |       |
| 11  | 17 | Christian Danner   | Arrows-BMW             | 76   | + 4 Giri          | 18           |       |
| NC  | 18 | Thierry Boutsen    | Arrows-BMW             | 67   | Non Classificato  | 21           |       |
| Ret | 16 | Patrick Tambay     | Lola-Ford              | 64   | Freni             | 13           |       |
| Ret | 11 | Johnny Dumfries    | Lotus-Renault          | 56   | Motore            | 12           |       |
| Ret | 14 | Jonathan Palmer    | Zakspeed               | 46   | Motore            | 22           |       |
| Ret | 4  | Philippe Streiff   | Tyrrell-Renault        | 43   | Incendio          | 17           |       |
| Ret | 29 | Huub Rothengatter  | Zakspeed               | 32   | Incidente         | 24           |       |
| Ret | 22 | Allen Berg         | Osella-Alfa Romeo      | 25   | Turbo             | 26           |       |
| Ret | 20 | Gerhard Berger     | Benetton-BMW           | 22   | Cambio            | 8            |       |
| Ret | 19 | Teo Fabi           | Benetton-BMW           | 7    | Motore            | 6            |       |
| Ret | 28 | Stefan Johansson   | Ferrari                | 5    | Problemi al turbo | 10           |       |
| Ret | 12 | Ayrton Senna       | Lotus-Renault          | 3    | Incidente         | 1            |       |
| Ret | 21 | Piercarlo Ghinzani | Osella-Alfa Romeo      | 3    | Incidente         | 25           |       |
| Ret | 24 | Alessandro Nannini | Minardi-Motori Moderni | 3    | Incidente         | 19           |       |
| Ret | 23 | Andrea De Cesaris  | Minardi-Motori Moderni | 3    | Turbo             | 23           |       |
| Ret | 15 | Alan Jones         | Lola-Ford              | 2    | Incidente         | 20           |       |

## Classifiche

### Piloti
| Pos. | Pilota           | Punti |
| ---- | ---------------- | ----- |
| 1    | Alain Prost      | 39    |
| 2    | Nigel Mansell    | 38    |
| 3    | Ayrton Senna     | 36    |
| 4    | Nelson Piquet    | 23    |
| 5    | Keke Rosberg     | 17    |
| 6    | Jacques Laffite  | 14    |
| 7    | René Arnoux      | 8     |
| 8    | Stefan Johansson | 7     |
| 9    | Gerhard Berger   | 6     |
| 10   | Michele Alboreto | 6     |
| 11   | Martin Brundle   | 2     |
| 12   | Teo Fabi         | 2     |
| 13   | Riccardo Patrese | 2     |

### Costruttori
| Pos. | Team                | Punti |
| ---- | ------------------- | ----- |
| 1    | Williams-Honda      | 61    |
| 2    | McLaren-TAG Porsche | 56    |
| 3    | Lotus-Renault       | 36    |
| 4    | Ligier-Renault      | 22    |
| 5    | Ferrari             | 13    |
| 6    | Benetton-BMW        | 8     |
| 7    | Tyrrell-Renault     | 2     |
| 8    | Brabham-BMW         | 2     |